# Haplosyllis spongiphila
Haplosyllis spongiphila är en ringmaskart som först beskrevs av Verril 1885.  Haplosyllis spongiphila ingår i släktet Haplosyllis och familjen Syllidae. Inga underarter finns listade i Catalogue of Life.